# Janez Messner
Janez Messner, slovenski duhovnik, * 14. maj 1890, Sv. Primož nad Muto, † 2. februar 1943, Dachau.

## Življenje
Rodil se je očetu Valentinu in materi Evi (rojeni Rožič). Duhovniško posvečenje je prejel 26. julija 1914 v Mariboru, leta 1915 je bil vpoklican v vojsko, kjer je postal vojaški kurat. Po koncu prve svetovne vojne je postal kaplan na Ptuju. Od marca 1928 naprej je deloval v župniji Marenberg (sedaj Radlje ob Dravi), od leta 1931 je bil dekan takajšnje dekanije. 
15. aprila 1941, po nemški zasedbi je bil prijet. Najprej je bil zadržan v meljski kasarni v Mariboru, nato je bil prepeljan v Rajhenberg (Brestanica), nato spet v Maribor. 16. novembra je bil poslan v Dachau, tam je bil vpisan pod številko 28647. Umrl je v taborišču 2. februarja 1943. Njegovo ime je bilo na odstranjeni spominski plošči duhovnikom žrtvam fašizma na Brezjah.